# Euploea caespes
Euploea caespes is een vlinder uit de familie Nymphalidae, onderfamilie Danainae.
De wetenschappelijke naam van de soort is voor het eerst geldig gepubliceerd in 1984 door Philip Ronald Ackery en Richard Irwin Vane-Wright.
De soort komt alleen voor in Indonesië.